# Jatropha dioica
Jatropha dioica är en törelväxtart som beskrevs av Sessé. Jatropha dioica ingår i släktet Jatropha och familjen törelväxter. Inga underarter finns listade i Catalogue of Life.

## Bildgalleri

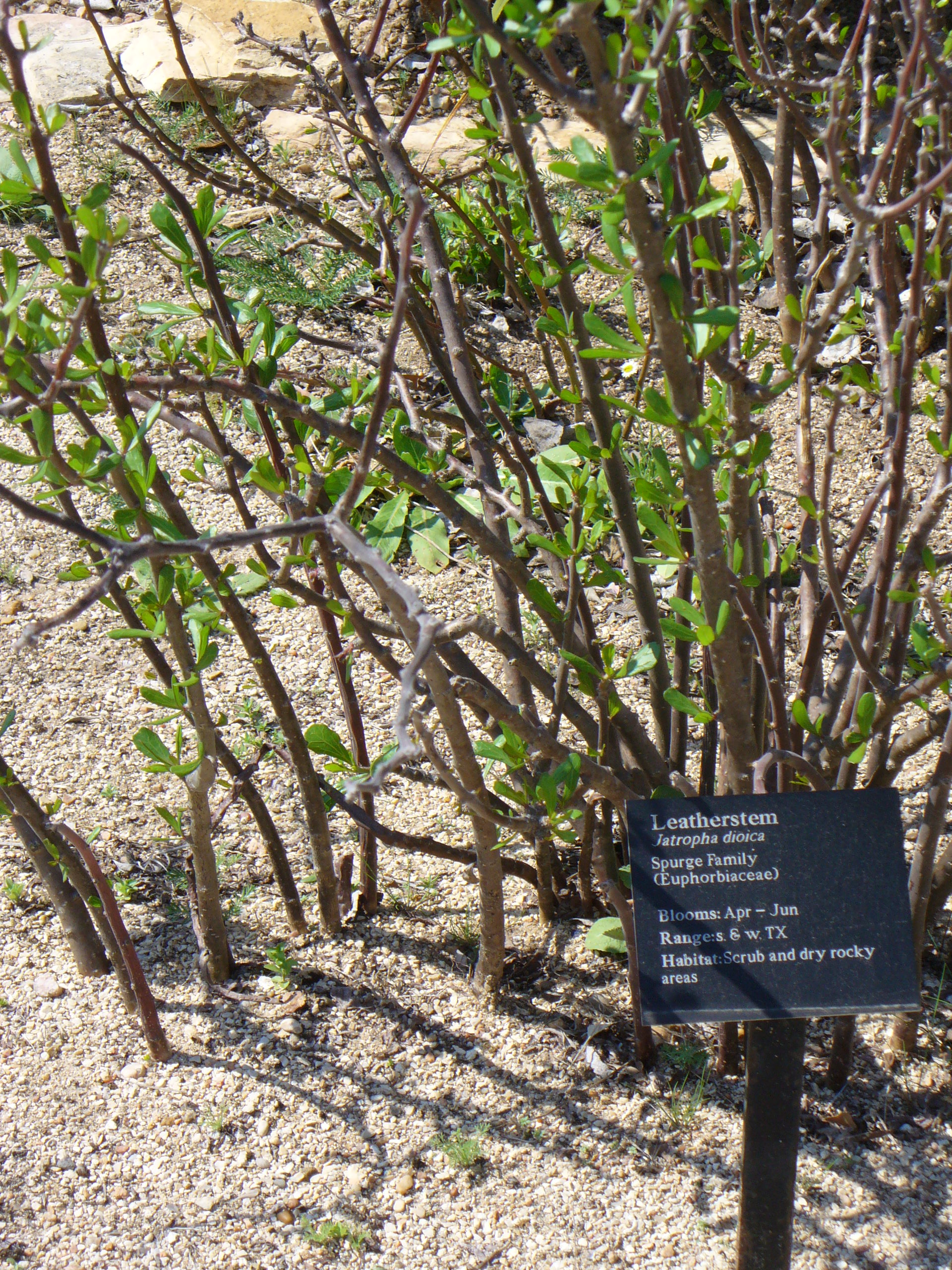
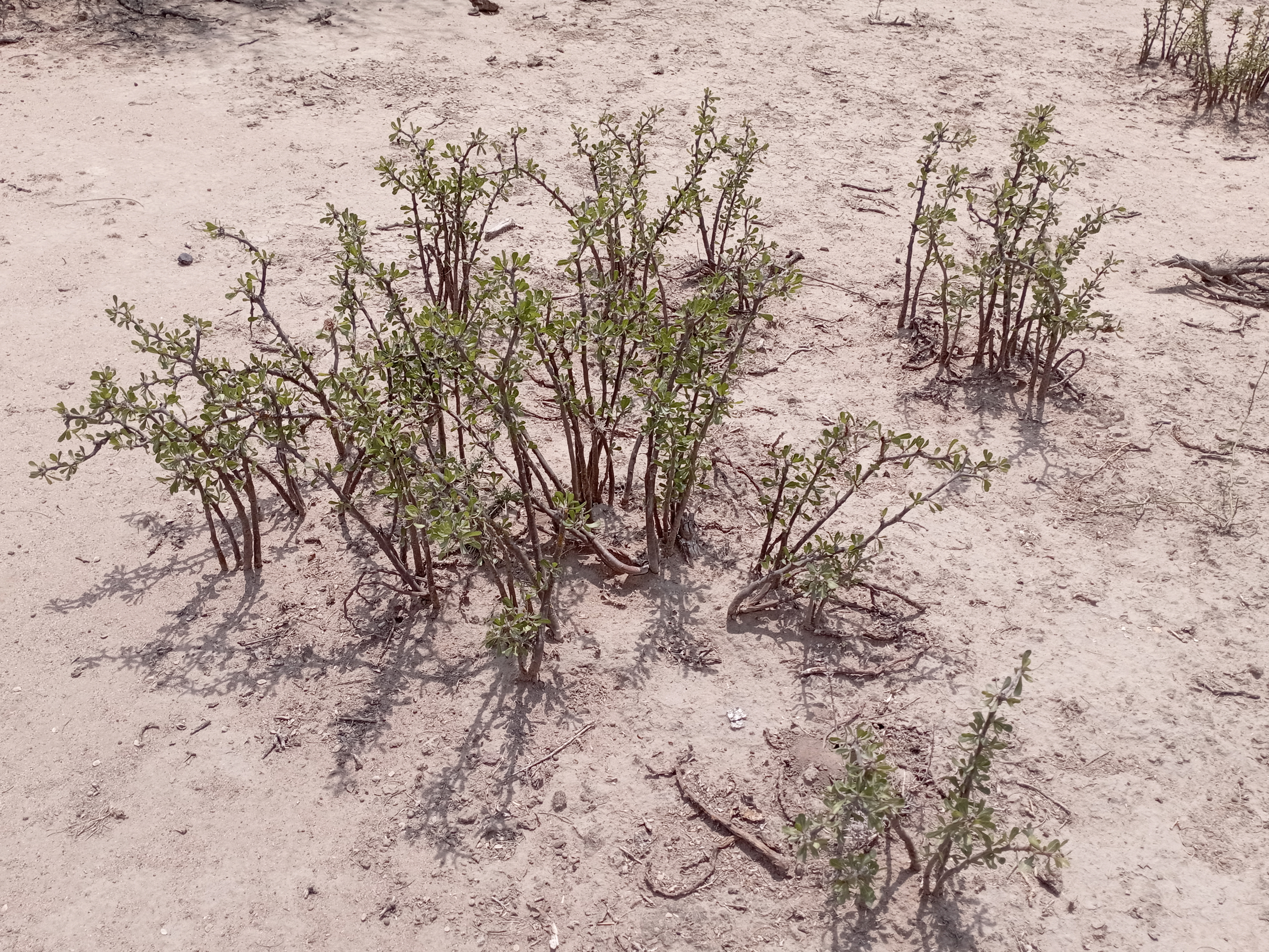
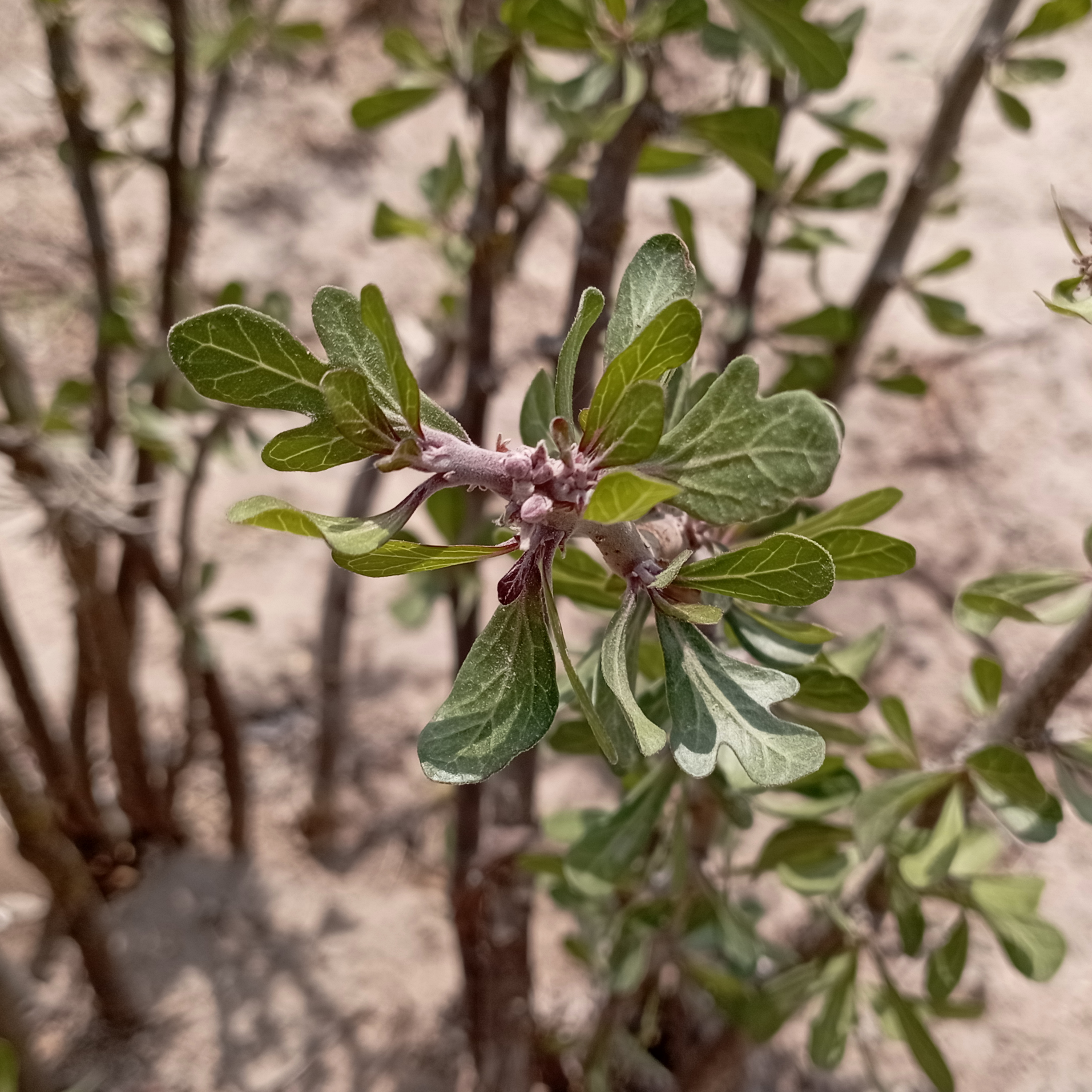
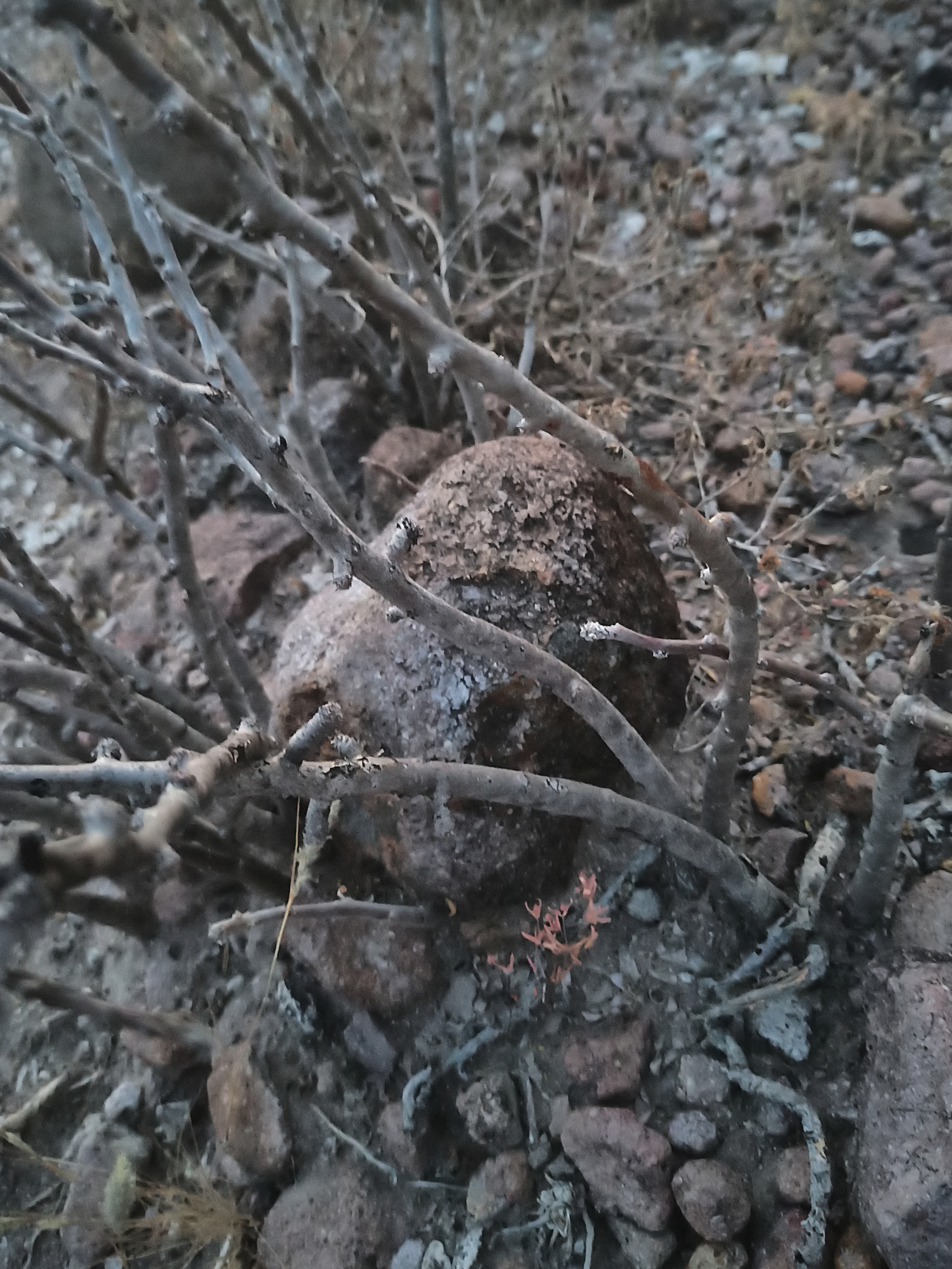